# Amanita singeri
Amanita singeri är en svampart som beskrevs av Bas 1969. Amanita singeri ingår i släktet flugsvampar och familjen Amanitaceae.   Inga underarter finns listade i Catalogue of Life.